# Деллона (Вісконсин)
Деллона (англ. Dellona) — місто (англ. town) в США, в окрузі Сок штату Вісконсин. Населення — 1901 особа (2020).

## Демографія
Згідно з переписом 2010 року, у місті мешкали 1552 особи в 580 домогосподарствах у складі 431 родини. Було 764 помешкання
Расовий склад населення:
| - 86,7 % — білих - 10,1 % — корінних американців - 0,6 % — азіатів - 0,1 % — чорних або афроамериканців |

До двох чи більше рас належало 1,7 %. Частка іспаномовних становила 2,5 % від усіх жителів.
За віковим діапазоном населення розподілялося таким чином: 24,6 % — особи молодші 18 років, 61,5 % — особи у віці 18—64 років, 13,9 % — особи у віці 65 років та старші. Медіана віку мешканця становила 42,8 року. На 100 осіб жіночої статі у місті припадало 101,3 чоловіків;  на 100 жінок у віці від 18 років та старших — 99,3 чоловіків також старших 18 років.
Середній дохід на одне домашнє господарство  становив 79 525 доларів США (медіана — 59 474), а середній дохід на одну сім'ю — 97 376 доларів (медіана — 66 810). Медіана доходів становила 48 750 доларів для чоловіків та 39 750 доларів для жінок. За межею бідності перебувало 6,2 % осіб, у тому числі 3,0 % дітей у віці до 18 років та 6,7 % осіб у віці 65 років та старших.
Цивільне працевлаштоване населення становило 729 осіб. Основні галузі зайнятості: мистецтво, розваги та відпочинок — 24,0 %, освіта, охорона здоров'я та соціальна допомога — 14,4 %, роздрібна торгівля — 13,2 %.